# Flámpouro (ort i Grekland, Västra Makedonien)
Flámpouro (Negováni, Flámbouron, Flampouro, Negovani, Flampouron) är en ort i Grekland.   Den ligger i prefekturen Nomós Florínis och regionen Västra Makedonien, i den norra delen av landet, 400 km nordväst om huvudstaden Aten. Flámpouro ligger 780 meter över havet och antalet invånare är 420.
Terrängen runt Flámpouro är varierad. Runt Flámpouro är det ganska glesbefolkat, med 23 invånare per kvadratkilometer. Närmaste större samhälle är Florina, 12,7 km nordväst om Flámpouro. I omgivningarna runt Flámpouro växer i huvudsak lövfällande lövskog.